# یواس‌اس نادسان (ای‌پی‌دی-۱۰۱)
یواس‌اس نادسان (ای‌پی‌دی-۱۰۱) (به انگلیسی: USS Knudson (APD-101)) یک کشتی بود که طول آن ۳۰۶ فوت (۹۳ متر) بود. این کشتی در سال ۱۹۴۴ ساخته شد.